# Байсеїт
Байсеї́т (каз. Байсейіт) — село у складі Єнбекшиказахського району Алматинської області Казахстану. Входить до складу Бартогайського сільського округу.
Населення — 4032 особи (2021; 3635 у 2009, 3412 у 1999, 3062 у 1989).